# Franz Taurinus
Franz Adolph Taurinus (* 15. November 1794 in Bad König; † 13. Februar 1874 in Köln) war ein deutscher Mathematiker, der Vorarbeiten zur nichteuklidischen Geometrie leistete.

## Leben und Wirken
Franz Taurinus war der Sohn eines Hofbeamten der Grafen von Erbach-Schöneberg. Er studierte in Heidelberg, Gießen und Göttingen Jura, konnte aber dank eines Erbes in Köln das Leben eines Privatgelehrten führen. Mit seinem Onkel Ferdinand Karl Schweikart (1780–1859), der Jura-Professor in Königsberg war, korrespondierte er unter anderem über Mathematik. So begann er sich für Euklids Parallelenpostulat zu interessieren, das schon immer als außergewöhnlich unter den Axiomen Euklids empfunden wurde. Schon Giovanni Girolamo Saccheri und Johann Heinrich Lambert untersuchten Modelle der Geometrie, in denen es nicht gilt, um Widersprüche zu finden, und auch Schweikart untersuchte diese neuen Geometrien (von ihm „astralische Größenlehre“ genannt, Veröffentlichung 1807). Taurinus untersuchte das von Lambert angedeutete Modell der Geometrie auf einer „Kugel“ von imaginärem Radius, die er „logarithmisch-sphärisch“ nannte (heute hyperbolische Geometrie genannt). Er war schließlich überzeugt, dass keine Widersprüche gefunden werden können, und veröffentlichte 1825 in Köln seine Theorie der Parallellinien und 1826 Geometriae prima elementa. Er unterschied schließlich drei Arten von Geometrien, die euklidische, die sphärische (für die er die Großkreise auf der Kugeloberfläche als Modell sah) und die hyperbolische. Er blieb aber von der Sonderrolle der euklidischen Geometrie überzeugt. Nach Zacharias ist er zwar der Begründer der nichteuklidischen Trigonometrie, nicht aber zu den eigentlichen Begründern der nichteuklidischen Geometrie wie Nikolai Lobatschewski oder János Bolyai zu rechnen.
Über seine Ideen korrespondierte er auch mit Carl Friedrich Gauß (ebenso wie vorher Schweikart) 1824. Gauß ermunterte Taurinus und äußerte sich ausführlich zu seinen eigenen Versuchen, ermahnte ihn aber auch, ihn öffentlich nicht zu zitieren. Als Taurinus später seine Werke an Gauß sandte, antwortete dieser nicht. Nach Stäckel war er vermutlich darüber verärgert, dass Taurinus ihn doch in den Vorworten seiner Bücher zitierte.